# Alberto Gregorič
Alberto Gregorič, slovensko-argentinski pevec, * 24. julij 1935, Buenos Aires, † 4. september 2009, Ljubljana.
Kot štipendist Slovenske izseljenske matice je na študiju v Ljubljani spoznal ženo Mileno. Skupaj sta živela v Argentini, v Buenos Airesu, točneje v Simbromu. Po rojstvu sina Alexa sta se vrnila v domovino, kjer se jima rodila hčerka Iris.
Alberto je bil najbolj poznan kot bradati gaučo z mehiškim sombrerom, ki je ljubil melos južne Amerike. Bil je tudi vidnejši član Gibanja za pravičnost in razvoj.

## Diskografija

### Albumi
- Amor - amor, 1990
- Največji uspehi, 1996
- Adios muchachos, 1997